# Cantón de Garabito
Garabito es el cantón número 11 de la provincia de Puntarenas, Costa Rica. Ocupa una estrecha llanura litoral, en la costa del Pacífico Central costarricense.
La cabecera es la ciudad de Jacó, un concurrido balneario del país.

## Toponimia
Garabito debe su nombre al Cacique Garabito, jefe indígena que se opuso a la conquista española en América Central. Sin embargo, existe polémica en cuanto al origen del nombre: investigadores históricos no concuerdan en el origen del vocablo. Una teoría dice que "Garabito" es un vocablo indígena que significa “bueno, tal vez el mejor”, mientras que otra corriente señala que el nombre del cacique proviene del conquistador español Andrés Garavito. La teoría más aceptada en la actualidad fue propuesta por el escritor y escultor Óscar Bákit Padilla, biógrafo de Garabito, la cual dice que la voz Garabito no era el nombre original del jefe indígena, sino su título, cuya forma original era El Guaravito, el centinela de Avito.

## Historia
El cantón de Garabito estuvo habitado desde la Época precolombina por nativos de la etnia huetar, asentados en poblados dispersos; a inicios de la Conquista el cacique principal fue Garabito, quien dio origen al nombre del cantón. El conquistador de la región fue  Gil González Dávila, en el año de 1522, cuando realizó el primer recorrido del territorio nacional, desde el sector sureste del mismo hasta el poblado indígena de Avancari (hoy Abangaritos, cantón de Puntarenas).
No hubo poblaciones de importancia en Garabito hasta el siglo XX, debido a que no existió una ruta de acceso terrestre a esa zona hasta la década de 1970, cuando fue abierta la Costanera Sur, carretera que comunica al cantón con el resto de litoral pacífico. Por ese motivo, las primeras poblaciones se ubicaron en la costa y, a raíz del comercio marítimo, con Puntarenas.
En ley n.º 20 del 18 de octubre de 1915, sobre división territorial para efectos administrativos, los caseríos Las Agujas, Tárcoles, Pigres, Las Mantas y Herradura formaron parte del distrito primero del cantón de Puntarenas, sin que se hiciera aún mención a la existencia de Jacó. En 1927 se inauguró la escuela con el nombre de Mixta de Jacó, en la segunda administración de Ricardo Jiménez Oreamuno. La iglesia se construyó en 1946. Durante el arzobispado de monseñor Carlos Humberto Rodríguez Quirós, cuarto arzobispo de Costa Rica, en el año de 1969, se erigió la parroquia, dedicada a la Inmaculada Concepción de María; la cual actualmente es sufragánea de la diócesis de Tilarán de la provincia eclesiástica de Costa Rica.
En decreto ejecutivo No 15, referente a la División Territorial Administrativa de la República, del 25 de febrero de 1965, Jacó constituyó un caserío del distrito de Puntarenas; en el mismo año, mediante ley n.º 3549 del 16 de septiembre, Jacó se convirtió en el distrito noveno del cantón de Puntarenas, cuya cabecera se fijó en el barrio Jacó. En la segunda administración de José Figueres Ferrer, el 26 de mayo de 1972, en decreto ejecutivo n.º 2347-G, sobre División Territorial Administrativa, se le otorgó el título de Villa al barrio de Jacó.
En el gobierno de Daniel Oduber Quirós, se emitió el decreto ejecutivo n.º 4358-G del 6 de diciembre de 1974, que estableció el Concejo de distrito de Jacó. Posteriormente en ley No 6512 de 25 de septiembre de 1980, en el gobierno de Rodrigo Carazo Odio, que creó el cantón de Garabito, la villa adquirió la categoría de ciudad, por ser cabecera de la nueva unidad administrativa establecida en esa oportunidad.
La cañería se inauguró en 1976. La carretera denominada Costanera Sur, que comunica al cantón con otras ciudades de la Región Pacífico Central, se abrió en 1978, en el gobierno de Daniel Oduber Quirós. El alumbrado eléctrico se instaló en septiembre de 1981, en la administración de Rodrigo Carazo Odio.
El 7 de mayo de 1982 se llevó a cabo la primera sesión del Concejo de Garabito, integrado por los regidores propietarios, señores Johanes Danker Daems, presidente; Carlos Alvarado Chaves, vicepresidente; Ulises Mora Delgado, Rafael Monge Monge, y Carlos Luis Espinoza Jiménez. El Ejecutivo municipal fue Hubert Madrigal Orozco y la secretaria municipal señorita Urania Ríos Quesada.

### Cantonato
El cantón de Garabito fue creado por Ley 6512 del 25 de septiembre de 1980, convirtiéndose en el cantón número 11 de la provincia de Puntarenas. Jacó fue nombrada la cabecera cantonal. Garabito fue separado del cantón de Puntarenas.
Originalmente, consistió de un distrito único (Jacó), hasta que mediante Acuerdo 431 del 30 de noviembre de 1988, se creó un segundo distrito: Tárcoles. Y en noviembre de 2020 se publicó la Ley de Creación del Distrito Tercero del Cantón de Garabito denominado: Lagunillas.

## Ubicación
Los límites de Garabito son los siguientes:
- al norte con Esparza y Orotina. La desembocadura del Río Jesús María y el Río Cuarros sirven de límite natural.
- al oeste, suroeste y sur limita con el Océano Pacífico
- al sureste limita con Parrita. El Río Tusubres es el límite entre estos cantones.
- al este limita con el cantón de Turrubares.

## Geografía
Cantón de Garabito cuenta con un área de 316,01 km² y una altitud media de 21 m s. n. m.
La anchura máxima es de treinta y nueve kilómetros, en la dirección noroeste a sureste, desde la desembocadura del río Jesús María, en el litoral Pacífico hasta unos 800 metros aguas arriba de la desembocadura del río Tusubres.

### Hidrografía
En Garabito se encuentra la desembocadura del río Grande de Tárcoles.

### Áreas protegidas
En Garabito se encuentran las siguientes áreas protegidas:
- Parque nacional Carara, hogar de saínos, oso caballo, manigordos, mono carablanca, y la lapa roja, así como tucanes, loros, aracaríes, martines y garzas. También se encuentran en el parque pecaríes, osos hormigueros y las ranas venenosas.
- Refugio Nacional de Vida Silvestre Playa Hermosa, localizado al sur de Jacó. Se creó en 1999 para proteger a las tortugas marinas lora (Lepidochelys olivacea), las tortugas negras o prietas (Chelonia mydas) y las baulas (Dermochelys coriacea).
- Zona Protectora Tivives, localizada en Tárcoles, a 5 kilómetros al sur de Caldera. Es una zona protegida con una superficie total de 2 368.75 hectáreas (de ellos, alrededor de 532,50 hectáreas son áreas boscosas). Tivives se ha considerado el último reducto de importancia del bosque seco tropical costero existente en la Región Pacífico Central.

### Clima
Garabito se ubica en la zona de transición entre el Pacífico Norte y el Pacífico Central costarricense. Sus temperaturas a menudo rondan los 30 °C durante el día, y el cantón presenta una alta humedad atmosférica.

## División administrativa
Garabito se divide en tres distritos:
- Jacó
- Tárcoles
- Lagunillas

## Economía
Jacó se ubica a 99 km de San José. El turismo nacional e internacional es una de las principales actividades económicas del cantón. Además, el ámbito de la construcción ha impulsado la economía local en años recientes.
En Garabito se encuentran sitios turísticos como Punta Leona, Playa Hermosa, Playa Herradura, el parque nacional Carara y Jacó, la cabecera del cantón.
El censo nacional de 2011 detalla que la población económicamente activa se distribuye de la siguiente manera:
- Sector primario: 7,0 %
- Sector secundario: 14,7 %
- Sector terciario: 78,3 %

## Demografía
Para el año 2022, Cantón de Garabito cuenta con una población estimada de 26 672 habitantes, y para el último censo efectuado, en 2011, Cantón de Garabito contaba con una población de 17 229 habitantes.
De acuerdo al censo nacional del 2011, la población del cantón era de 17 229 habitantes, de los cuales, el 24,1 % nació en el extranjero. El mismo censo destaca que había 5313 viviendas ocupadas, de las cuales, el 61.5 % se encontraba en buen estado y había problemas de hacinamiento en el 12,9% de las viviendas. El 73,1% de sus habitantes vivían en áreas urbanas.
Entre otros datos, el nivel de alfabetismo del cantón es del 96,7%, con una escolaridad promedio de 7,5 años.
El cantón es un importante polo de inversión extranjera, especialmente en cuanto a construcción de hoteles de playa. Garabito está entre los 10 cantones costarricenses con mayor índice de desarrollo humano.

## Cultura

### Deporte
Garabito fue sede de los equipos desaparecidos Jacó Fútbol Club  (llamado anteriormente Municipal Garabito) y Jacó Rays FC de la segunda división de Costa Rica el cual este último lamentablemente desaparecio en el año 2017 al vender su franquicia, a pesar de ser uno de los mejores clubes del país. En el cantón también se pueden practicar deportes de aventura y playa.